# 5256 Farquhar
Farquhar (asteróide 5256) é um asteróide da cintura principal, a 2,037262 UA. Possui uma excentricidade de 0,2016179 e um período orbital de 1 488,83 dias (4,08 anos).
Farquhar tem uma velocidade orbital média de 18,64552892 km/s e uma inclinação de 14,95078º.
Este asteróide foi descoberto em 11 de Julho de 1988 por Helin-Mikolaj.-Coker.